# Cryptogamae

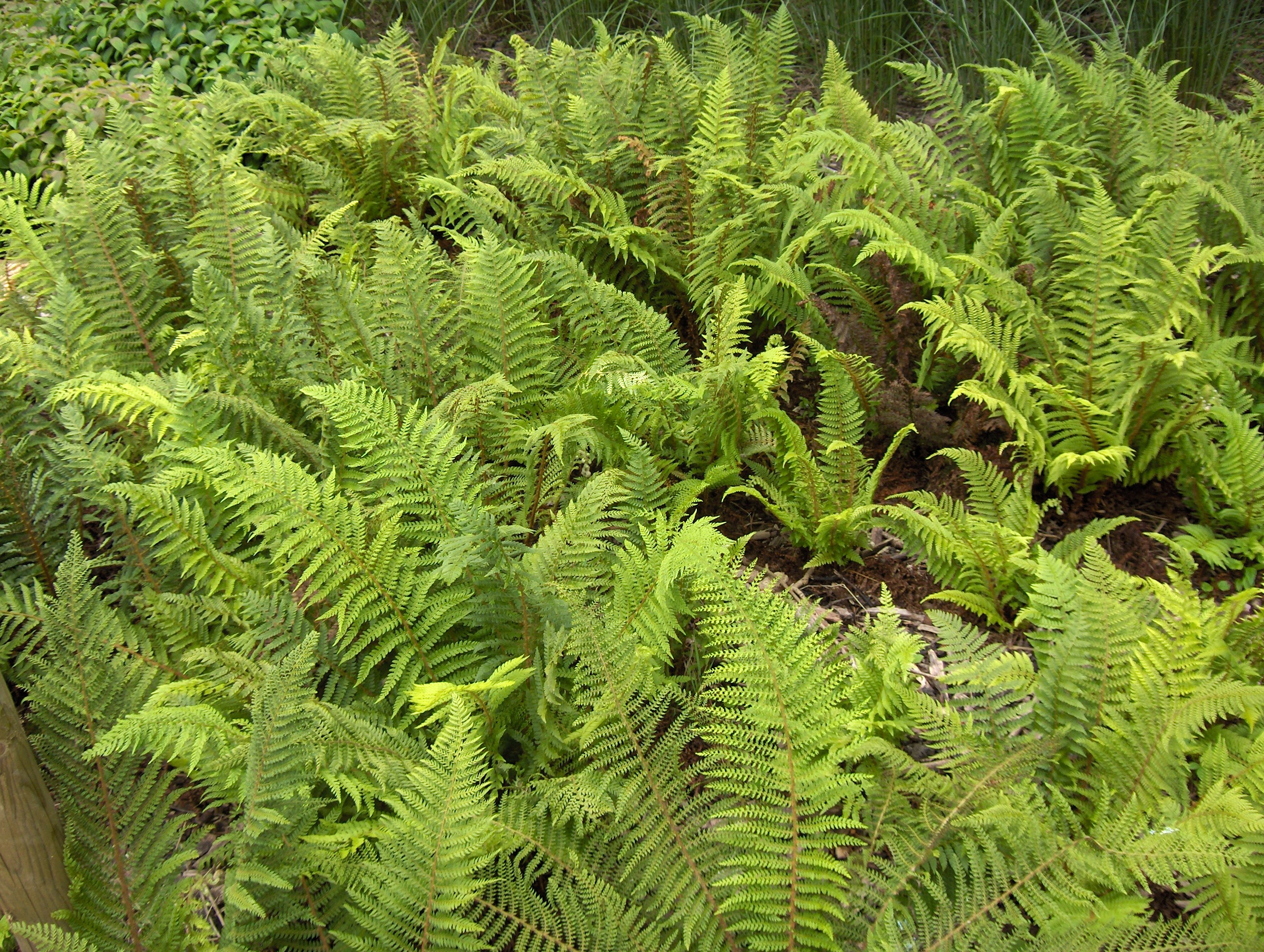
Polystichum setiferum, una pianta classificata fra le crittogame

Le Crittogame (dal greco κρυπτός, nascosta e γαμέω riproduzione), nella classificazione di Linneo (Systema Naturae, 1735), costituivano la classe delle piante prive di organi riproduttori visibili, in contrapposizione alle spermatofite. Questa classe si contrapponeva alle Fanerogame che hanno appunto organi riproduttori visibili. Le crittogame comprendevano le felci, i muschi, i licheni, le epatiche, gli sfagni.
Attualmente, il termine indica le piante prive di fiori, ma non costituisce più una classe in quanto parafiletico o polifiletico. La moderna sistematica ha introdotto al posto di tale classe numerose divisioni tassonomiche.
In origine, tra le crittogame erano classificati anche i funghi, che ora costituiscono un regno autonomo.